# Óscar Cortés (calciatore 1968)
Óscar Fernando Cortés Corredor (Bogotà, 19 ottobre 1968) è un ex calciatore colombiano, di ruolo difensore.

## Caratteristiche tecniche
Giocava come difensore.

## Carriera

### Club
Debuttò nel Fútbol Profesional Colombiano nel 1990 con la maglia del Club Deportivo Los Millonarios di Bogotà, classificandosi al secondo posto in campionato nel 1994 e nel 1996. Nel 1995 si era trasferito al Deportivo Cali, ma tornò al club di origine nel 1996 per restare fino al 2003, quando terminò la sua carriera a 35 anni.

### Nazionale
Con la Colombia ha giocato tre partite dal 1993 al 1994, prendendo parte sia alla Copa América 1993 che al campionato del mondo 1994

## Palmarès

### Club

#### Competizioni internazionali
- Coppa Merconorte: 1

Millonarios: 2001